# Pino Donaggio
Giuseppe Donaggio, becenevén Pino (Burano, 1941. november 24. –) olasz dalszerző-előadó, filmzeneszerző.
Énekes-dalszerzőként legismertebb dala, az Io che non vivo (senza te) – különböző változatokban és feldolgozásokban – több mint 80 millió példányban kelt el világszerte. Filmzeneszerzőként többek között olyan rendezőkkel működött együtt, mint Brian De Palma (akivel hosszú távú partnerségben hét filmhez szerzett zenét, köztük a Vörös lámpás negyedhez, a Gyilkossághoz öltözvehez és a Carrie a sátán tekintetéhez), Dario Argento, Tinto Brass és Pupi Avati.

## Élete

### Korai énekes-dalszerzői karrierje (1959–1976)
Zenészcsaládban nőtt fel (apja, Italo pályafutása elején Sergio Endrigóval is együttműködött), és tízéves korában hegedülni kezdett, először a velencei Benedetto Marcello Konzervatóriumban, majd a milánói Giuseppe Verdi Konzervatóriumban, ahol Claudio Abbado maestróval is együttműködött, aki az I Solisti di Milano zenekarba szerette volna felvenni. Az első hegedűsök között volt az I Solisti Veneti első koncertjén, amelyet Claudio Scimone vezényelt a vicenzai Teatro Olimpicóban 1959-ben, és az I Solistivel egészen sanremói debütálásukig együttműködött. Az ötvenes évek második felében más énekeseknek írt dalokat, de 1959-ben felfedezte a rock and rollt, és felvette első nagylemezeit. 1961-ben debütált a Sanremói Fesztiválon a Come sinfonia című klasszikus darabbal, amely konzervatóriumi múltját tárja fel, Angelo Giacomazzi hangszerelésében és rendezésében, Teddy Reno előadásában. Jelentős sikert aratott vele; lemezfelvételként, három hétig a slágerlisták élén állt, később pedig Mina is lemezre vette; korai repertoárjában azonban egyszerűbb dallamok is szerepeltek, mint például a Pera matura és az Il cane di stoffa.
1963-ban visszatért Sanremóba, és harmadik helyezést ért el a Giovane giovane című tviszttel, amelyet Cocky Mazzettivel adtak elő, és amely két hétig vezette a slágerlistát. Ez a dal adta a nevét annak a zenekarnak is, amely élőben és lemezen is kísérte, a Giovani Giovaninak, amelynek tagjai Sandro Orlandini (dobok), Armando De Cillis (basszusgitár), Alberto Bandel (zongora) (később Gianni De Sabbata váltotta fel) és Nico Lo Muto (gitár) voltak. Egy újabb bensőséges darab az 1964-es Sanremói Fesztiválon (Motivo d'amore), a következő fesztiválon a legnagyobb slágerévé vált, az Io che non vivo (senza te), amely három hétig vezette a slágerlistákat.
A dalt másodszor Jody Miller adta elő, de egy másik énekesnő, Dusty Springfield, aki ugyanazon a fesztiválon jelen volt, úgy döntött, hogy kisajátítja, és miután visszatért Londonba, felveszi. Angol nyelvű változatában, a „You Don't Have to Say You Love Me” címmel a dal bejárta a világot, és számos országban az eladási listák élére került. Számos nemzetközileg ismert előadó, köztük Elvis Presley is szerette volna felvenni a repertoárjába, olyannyira, hogy az évek során a „You Don't Have to Say You Love Me” örök klasszikussá vált. További szereplések után Sanremóban (Ház a világ tetején, Io per amore, Le solite cose), az „Un disco per l'estaté”-ben (Quando è sera 1964-ben, Pensa solo a me 1965-ben, Svegliati amore. 1966-ban, Un brivido di freddo (1967) és az Il sole della nőtte (1968) a Festival delle Rose (Gianni) és a Canzonissimán énekesként elért kereskedelmi sikere hanyatlásnak indult.
Amikor lejárt a szerződése a Columbiával, azzal a lemezkiadóval, amelynél debütált, a Carosellóval írt alá, amely megpróbálta újraindítani karrierjét új sanremói fellépésekkel (Che effetto mi fa, 1970, L'ultimo romantico, 1971, Ci sono giorni, 1972). 1976-ban „elkötelezett” dalok felé lépett, és kiadta a Certe volte című albumot a Produttori Associati gondozásában, amelyen a fiatal veronai énekes-dalszerző, Massimo Bubola (aki a Naturale dalszövegét is írta) szájharmonikán, a dobokon pedig Tullio De Piscopo működött közre. Az album egyik dala, a Mario, három évvel később Enzo Jannacci tolmácsolásában vált híressé.

### Második karrierje filmzeneszerzőként (1973-tól napjainkig)
1973-ban debütált filmzenészként Nicolas Roeg Ne nézz vissza! című thrillerével. A film hatalmas sikert aratott, és elnyerte a rangos Films and Filming magazin által az év legjobb filmzenéjének járó angol sajtódíjat. Marcello Aliprandi rendező felkérte, hogy szerezzen zenét a Franco Neróval játszódó A korrupció az Igazságügyi Palotában című filmhez, valamint a Suttogás a sötétben című, szintén Velencében játszódó thrillerhez. Épp az utóbbi zenéjének elkészítésekor kereste meg Donaggiót Brian De Palma, aki – értékelve Roeggel végzett munkáját – felkérte, hogy készítsen filmzenét a nemrégiben elhunyt Bernard Herrmann stílusában; az eredmény kivételes lett. Bár De Palma következő filmjének, a Furynak a zenéjét John Williams szerezte, az amerikai rendező visszahívta Donaggiót a Home Movieshoz, elismerve, hogy zenéje funkcionálisabb a filmművészetében.
A filmművészet történetének egyik leghíresebb partnersége kezdődött, olyan kép-zene interakciós remekműveket létrehozva, mint a Dressed to Kill, a Blow Out és a Red Light Murder. 1993-ban De Palma visszahívta Donaggiót a Double Personality című filmhez. Időközben a nagy kereslettel rendelkező Donaggio olyan kifinomult horrorfilmek filmzenéire specializálódott, mint a Lauren Bacall-lal rendezett Árnyék a sötétben, a Déjà Vu és Dario Argento Trauma című filmjei, de ő volt az egyik kedvenc zeneszerzője a híressé válásra ítélt olyan fiatal filmeseknek is, mint Joe Dante (Piraña és Az üvöltés). Donaggio nem vetette meg a Benigni és Troisi duó Non ci resta che piangere című vígjátékát, a Verdonéval és Pozzettóval rendezett 7 kilót 7 nap alatt, a Pieraccionival és Bowie-val rendezett Nyugatom című filmeket, a társadalmi drámákat, mint például Giuseppe Ferrara A Moro-ügy és Giovanni Falcone című filmjei, valamint Liliana Cavani kifinomult erotikáját az Interno berlinese számára. Donaggio az egyik legjobb filmzenét a Cavanihoz komponálta, a Dove siete? Io sono qui Chiara Casellivel. Az erotika mesterével, Tinto Brasszal Donaggio három filmhez komponálta a hangsávot: Così fan tutte (1992), Monella (1998) és Tra(sgre)dire (2000).
1995-ben Claudio Fragasso hívta meg a Palermo Milano – Solo andata című filmhez Giancarlo Giannini és Stefania Sandrelli főszereplésével, amellyel elnyerte első Golden Globe-díját a legjobb filmzenének. Így kezdődött egy szakmai szimbiózison és barátságon alapuló kapcsolat, amely idővel megszilárdult, és amelynek eredményeként Claudio Fragasso rendező összes filmjének zenéjét szerezte, egészen a legutóbbi, 2016-os La grande rabbia című filmig. 2008-ban jelölték a David di Donatello-díjra a legjobb dal kategóriában, ismét Fragasso egy filmjéért, a Milano Palermo – Il ritornóért, emellett ő szerezte a Mediaset Operazione Odissea (1999) két minisorozatát, a Blindatit (2000), valamint a Mediaset La banda (2001) című tévéfilmjét is.
A televízióban mindig is aktív Donaggio visszatért az amerikai horrorhoz a briliáns Chucky magva című filmmel, amelyben ironikusan idézi a Carrie és a Horror Puppet által híressé tett zenei stílusokat. Legújabb munkái közé tartoznak a Sergio Rubini filmjeihez írt zenék, különösen a La terra és a Colpo d'occhio. Az utóbbi években nagyszerű együttműködés alakult ki Pino Donaggio és a Rai Fiction között; Donaggio ezért számos olasz szépirodalmi mű zenéjének szerzője lett, köztük a Don Matteo sorozat zenéjének is. 2013-ban ő szerezte a Mark Hartley rendezésében készült Patrick: A gonosz ébred című film filmzenéjét, amely az 1978-as Patrick című film remake-je. 2015. február 11-én vendégként vett részt a Carlo Conti által szervezett 65. Sanremói Fesztivál második estéjén, ahol átvette a Fesztivál életműdíját. 2018 februárjában Claudio Baglioni művészeti igazgató a 68. Sanremói Fesztivál szakértői zsűrijének elnökévé választotta. 2018 júniusa óta Massimo Ranieri új albumának szerzőjeként dolgozott, amely 2019 tavaszán jelent meg Mauro Pagani producerkedésével.
2019-ben Tenco-díjjal tüntették ki pályafutásáért.
Hosszú kihagyás után, 2021 novemberében Serena Bortone vendége volt az Oggi è un altro giorno című műsorban, ahol interjút adott karrierjéről és magánéletéről. Továbbá, sok évvel az utolsó fellépése óta visszatért, hogy elénekelje az „Io che non vivo" című, rendkívül népszerű slágert, amely népszerűségének csúcsára juttatta.

## Diszkográfia

### Albumok
- 1962. január – Pino Donaggio (Columbia, QPX 8021)
- 1964. február – A szerelem indítéka (Columbia, QPX 8053)
- 1965. április – Pino Donaggio (Columbia, Qpx 8079)
- 1971. március – Az utolsó romantikus (Carosello, CLP 23007)
- 1972 – Immagini d'amore (Carosello, CLN 25012)
- 1973 – È difficile... ma non impossibile... vivere insiem] (Carosello CLN 25050)
- 1976. december – Néha... (Társult producerek PA/LP 74)
- 2016 – Levelek

### Kislemezek
- 1959 – Ho paura/Mia Laura (Columbia scmq 1215)
- 1959 – Angelica/la notte verrà (Columbia scmq 1262)
- 1960 – Dormi fra la mie braccia/No, no, mai (Columbia scmq 1304)
- 1960 – i piace vivere così/Sulla verde terra (Columbia scmq 1370)
- 1960 – Sera d'inverno/Quello che tu pensi (Columbia scmq 1371)
- 1960 – Non ti posso lasciare/Ho paura (Columbia scmq 1434)
- 1961 – Come sinfonia/Il cane di stoffa (Columbia scmq 1441)
- 1961 – [0Tu sai/Villaggio sul fiume (Columbia scmq 1465)
- 1961 – Pera matura/Benvenuti a Venezia (Columbia scmq 1517)
- 1961 – Il mio sotterraneo/Oggi niente scuola (Columbia scmq 1527)
- 1962 – La ragazza col maglione/Cielo muto (Columbia scmq 1569)
- 1962 – La ragazza col maglione/La peliccia de vison (Columbia scmq 1577)
- 1962 – Scusa tanto/Saint Tropez (Columbia csmq 1581)
- 1962 – Vestito di sacco/Madison tra gli angeli (Columbia scmq 1617)
- 1962 – Archimede Pitagorico/Oggi niente scuola (Columbia scmq 1628)
- 1963 – Giovane giovane/Una casa d'argento (Columbia scmq 1645)
- 1963 – Il domani è nostro/Solo nel mondo (Columbia scmq 1664)
- 1963 – Un'isola per gli innamorati/Schiavo di te (Columbia scmq 1691)
- 1963 – La scaletta/Un'isola per gli innamorati (Columbia scmq 1708)
- 1964 – Motivo d'amore/In guerra con tutti (Columbia scmq 1744)
- 1964 – Non vado a quella festa/Quando è sera (Columbia scmq 1767)
- 1964 – Capirai/Un chiodo fisso (Columbia scmq 1780)
- 1965 – Io che non vivo (senza te)/Il mondo di notte (Columbia scmq 1819)
- 1965 – Sulla sabbia/Pensa solo a me (Columbia scmq 1836)
- 1965 – Sono nato con te/L'ultima telefonata (Columbia scmq 1840)
- 1965 – Un amore/Si chiama Maria (Columbia scmq 1877)
- 1966 – Una casa in cima al mondo/Non ne ho colpa (Columbia scmq 1902)
- 1966 – Io mi domando/Svegliati amore (Columbia scmq 1935)
- 1966 – Cieli di cartone/Quando il sole chiude gli occhi (Columbia scmq 7020)
- 1967 – Io per amore/Un angelo vivo (Columbia scmq 7038)
- 1967 – Un brivido di freddo/Calma ragazzo (Columbia scmq 7044)
- 1967 – Gianni/Ripensaci (Columbia scmq 7071)
- 1968 – Le solite cose/La domenica sera (Columbia scmq 7081)
- 1968 – Il sole della notte/Dove vai quando dormi (Columbia scmq 7091)
- 1968 – Non domandarti/Vent'anni questa sera (Columbia scmq 7110)
- 1969 – Una donna/Perdutamente (Columbia scmq 7137)
- 1969 – Un'ombra bianca/Era piena estate (Columbia 3c 006 17172-scmq 71)
- 1970 – Che effetto mi fa/Tu mi dici sempre dove vai (Carosello CI 20248)
- 1970 – Lei piangeva/Musica tra gli alberi (Carosello CI 20258)
- 1970 – Concerto per Venezia/Siamo andati oltre (Carosello CI 20266)
- 1971 – L'ultimo romantico/Grand'uomo (Carosello CI 20279)
- 1971 – Un'immagine d'amore/Pero anoche en la playa (Carosello CI 20291)
- 1972 – Ci sono giorni/Come un girasole (Carosello CI 20313)
- 1972 – Perché questo un uomo non lo fa?/Un incontro casuale (Carosello CI 20323)
- 1973 – La voglia di vivere/Per amore(Carosello CI 20353)
- 1974 – Donna d'estate/Grande come una spanna (Carosello CI 20379)
- 1976 – L'equilibrista/Certe volte a Venezia (Produttori Associati PANP 3253)
- 1979 – Skin deep/Lady Fine

Összeállítások
- 1970 – Come sinfonia
- 1988 – Pino Donaggio
- 1995 – Pino Donaggio Best of
- 2004 – Made in Italy

## Filmzenék
- Ne nézz vissza!, rendező Nicolas Roeg (1973)
- Corruzione al palazzo di giustizia, rendező Marcello Aliprandi (1974)
- Carrie – Lo sguardo di Satana, rendező Brian De Palma (1976)
- Un sussurro nel buio, rendező Marcello Aliprandi (1976)
- Nero veneziano, rendező Ugo Liberatore (1978)
- Piraña, rendező Joe Dante (1978)
- Horror Puppet, rendező David Schmoeller (1979)
- Senza buccia, rendező Marcello Aliprandi (1979)
- Augh! Augh!, rendező Marco Toniato (1980)
- Vestito per uccidere (Dressed to Kill), rendező Brian De Palma (1980)
- L'ululato, rendező Joe Dante (1981)
- Blow Out, rendező Brian De Palma (1981)
- Black Cat (Gatto nero), rendező Lucio Fulci (1981)
- Morte in Vaticano, rendező Marcello Aliprandi (1982)
- Oltre la porta, rendező Liliana Cavani (1982)
- Don Camillo, rendező Terence Hill (1983)
- Hercules, rendező Luigi Cozzi (1983)
- Non ci resta che piangere, rendező Massimo Troisi e Roberto Benigni (1984)
- Omicidio a luci rosse (Body Double), rendező Brian De Palma (1984)
- Interno berlinese, rendező Liliana Cavani (1985)
- Sotto il vestito niente, rendező Carlo Vanzina (1985)
- 7 chili in 7 giorni, rendező Luca Verdone (1986)
- Striscia ragazza striscia (Crawlspace), rendező David Schmoeller (1986)
- Il caso Moro, rendező Giuseppe Ferrara (1986)
- La monaca di Monza, rendező Luciano Odorisio (1987)
- Hotel Colonial, rendező Cinzia TH Torrini (1987)
- Barbár fivérek, rendező Ruggero Deodato (1987)
- Giselle (Dancers), rendező Herbert Ross (1987)
- Appuntamento con la morte (Appointment with Death), rendező Michael Winner (1988)
- Catacombs – La prigione del diavolo (Catacombs), rendező David Schmoeller (1988)
- Kansas, rendező David Stevens (1988)
- Magasfrekvencia, rendező Faliero Rosati (1988)
- Un delitto poco comune, rendező Ruggero Deodato (1988)
- Partita con la morte, rendező Peter Masterson (1989)
- Indio, rendező Antonio Margheriti (1989)
- Oceano (tv-minisorozat), rendező Ruggero Deodato – miniserie TV (1989)
- Rito d'amore, rendező Aldo Lado (1989)
- Due occhi diabolici, rendezők George A. Romero és Dario Argento (1990)
- I misteri della giungla nera, rendező Kevin Connor – miniserie TV (1991)
- La setta, rendező Michele Soavi (1991)
- Cin cin, rendező Gene Saks (1991)
- Scoop, rendező José María Sánchez – miniserie TV (1992)
- Così fan tutte, rendező Tinto Brass (1992)
- Doppia personalità (Raising Cain), rendező Brian De Palma (1992)
- Colpo di coda (tv-minisorozat), rendező José María Sánchez – miniserie TV (1993)
- Dove siete? Io sono qui, rendező Liliana Cavani (1993)
- Trauma, rendező Dario Argento (1993)
- Bunyó karácsonyig, rendező Terence Hill (1994)
- La chance, rendező Aldo Lado (1994)
- Mai con uno sconosciuto (Never Talk to Strangers), rendező Peter Hall (1995)
- Palermo Milano solo andata, rendező Claudio Fragasso (1995)
- Un eroe borghese, rendező Michele Placido (1995)
- Il West del futuro (Oblivion 2: Blacklash), rendező Sam Irvin (1996)
- L'arcano incantatore, rendező Pupi Avati (1996)
- Squillo, rendező Carlo Vanzina (1996)
- Festival, rendező Pupi Avati (1996)
- Il carniere, rendező Maurizio Zaccaro (1997)
- Coppia omicida, rendező Claudio Fragasso (1997)
- Il mio West, rendező Giovanni Veronesi (1998)
- Monella, rendező Tinto Brass (1998)
- Un uomo perbene, rendező Maurizio Zaccaro (1999)
- Operazione Odissea, rendező Claudio Fragasso – miniserie TV (1999)
- Tra(sgre)dire, rendező Tinto Brass (2000)
- Blindati, rendező Claudio Fragasso – miniserie TV (2000)
- Don Matteo – TV-sorozat (2000)
- La banda, rendező Claudio Fragasso – tévéfilm (2001)
- A rend őrzője, rendező Sheldon Lettich (2001)
- Rocca parancsnok – TV-sorozat (2001)
- Commesse 2 – TV-sorozat (2002)
- L'anima gemella, rendező Sergio Rubini (2002)
- Il figlio di Chucky (Seed of Chucky), rendező Don Mancini (2004)
- Concorso di colpa, rendező Claudio Fragasso (2005)
- Guido che sfidò le Brigate Rosse, rendező Giuseppe Ferrara (2005)
- Il grande Torino, rendező Claudio Bonivento – TV-minisorozat (2005)
- Ti piace Hitchcock?, rendező Dario Argento (2005)
- Antonio guerriero di Dio, rendező Antonello Belluco (2006)
- Joe Petrosino, rendező Alfredo Peyretti – TV-minisorozat (2006)
- La terra, rendező Sergio Rubini (2006)
- Milano Palermo – Il ritorno, rendező Claudio Fragasso (2007)
- Grindhouse – Halálbiztos Sally and Jack (from Blowout), rendező Quentin Tarantino (2007)
- Colpo d'occhio, rendező Sergio Rubini (2008)
- Provaci ancora prof! – TV-sorozat (2008)
- Raccontami – TV-sorozat (2008)
- Ho sposato uno sbirro, rendező Giorgio Capitani (2009)
- Sissi, rendező Xaver Schwarzenberger – TV-minisorozat (2009)
- Le ultime 56 ore, rendező Claudio Fragasso (2010)
- La donna che ritorna, rendező Gianni Lepre (2011)
- Alpesi őrjárat – TV-sorozat (2011–2012)
- Passion, rendező Brian De Palma (2012)
- Patrick: Evil Awakens, rendező Mark Hartley (2013)
- La grande rabbia, rendező Claudio Fragasso (2016)
- Il sistema, rendező Carmine Elia – TV-minisorozat (2016)
- Dove non ho mai abitato, rendező Paolo Franchi (2017)
- Nevem: Thomas, rendező Terence Hill (2018)
- Mare di grano, rendező Fabrizio Guarducci (2018)
- Domino, rendező Brian De Palma (2019)
- Il grande passo, rendező Antonio Padovan (2019)
- Una sconosciuta, rendező Fabrizio Guarducci (2021)
- Improvvisamente Natale, rendező Francesco Patierno (2022)
- Anemos, rendező Fabrizio Guarducci (2023)
- Improvvisamente a Natale mi sposo, rendező Francesco Patierno (2023)

## Díjai
- 8. Szaturnusz-gála
  - 1981 – Legjobb filmzene a Gyilkossághoz öltözve című filmért
- Torinói Filmfesztivál
  - 2017 – Torinói Nagydíj
- 2022 – Nemzetközi Cicognini-díj

## Fordítás
- Ez a szócikk részben vagy egészben  a   Pino Donaggio című olasz Wikipédia-szócikk fordításán alapul.  Az eredeti cikk szerkesztőit annak laptörténete sorolja fel. Ez a jelzés csupán a megfogalmazás eredetét és a szerzői jogokat jelzi, nem szolgál a cikkben szereplő információk forrásmegjelöléseként.